# Тюдорівська секуляризація

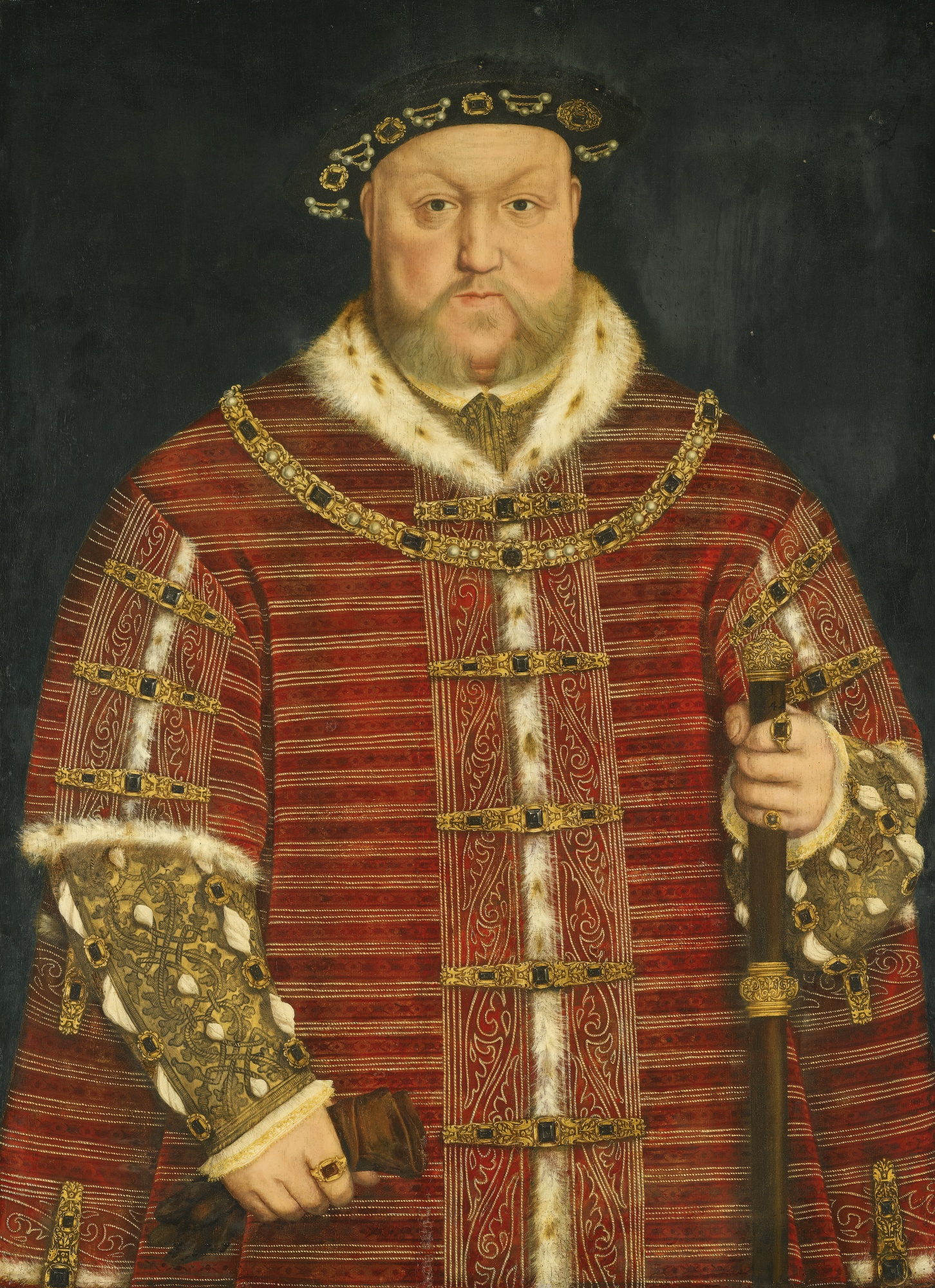
Генріх VIII Тюдор

Ро́зпуск монастирі́в (англ. Dissolution of the Monasteries) — процес секуляризації монастирів, що відбувався за короля Генріха VIII.
Розпуск монастирів — найвизначніша подія англійської Реформації.

## Історія
З початком виходу Англійської церкви з-під влади римських пап у 1530-ті роки Генріх VIII розпочав процес ліквідації монастирів та передавання монастирського майна у власність королівського дому Тюдорів. Згідно з акту, прийнятим 1536 року, ліквідації підлягали всі монастирі зі щорічним доходом менше 200 фунтів стерлінгів. До 1540 в Англії близько 800 монастирів було закрито, а більше 10 тисяч ченців втратили засоби для існування. Також закрито монастирські школи.
Російський медієвіст, професор Московського університету О. Н. Савін показав, що внаслідок секуляризації більшість монастирських земель потрапила до рук так званого «нового дворянства». У своїй роботі «Англійська секуляризація» (1906) Савін, як зазначає радянський історик, професор Є. О. Косминський, показав, що «монастирі були лінивими господарями, які жили здебільшого за рахунок рент. Вони тяжіли переважно до вищих та середніх класів суспільства та відігравали незначну роль як установи соціального забезпечення».
Монастирі Ірландії та Уельсу також постраждали, але меншою мірою, а Шотландія на той час була окремим королівством.
Період розпуску монастирів супроводжували жорстокі репресії. Зокрема, 1535 року страчено Джона Фішера і Томаса Мора. Обох спершу засуджено до кваліфікованої страти через повішення, потрошіння та четвертування, але король, мабуть, боячись, що страчених сприймуть за мучеників, замінив цей спосіб звичайним відрубуванням голови. 1539 року так само в Тауері страчено старого абата найстарішого в Англії Гластонберійського абатства Річарда Вайтинга.
У ході секуляризації монастирів, у більшості з яких здавна велося місцеве літописання і складалися великі бібліотечні та архівні зібрання, втрачено чимало цінних рукописів, і лише завдяки праці істориків та антикваріїв епохи Тюдорів Вільяма Ламбарда, Джона Ліланда Джона Бейла, Джона Стоу, Вільяма Кемдена, Роберта Коттона та ін., за підтримки деяких державних та церковних діячів, зокрема архієпископа Метью Паркера, вдалося зібрати, зберегти і пізніше опублікувати значну їх частину.
Руїни багатьох монастирів нині є національними пам'ятками Великої Британії.

Зруйновані абатства
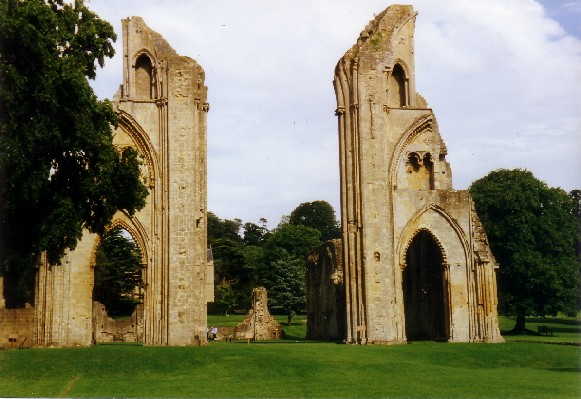
Руїни абатства в Гластонбері (Сомерсет)
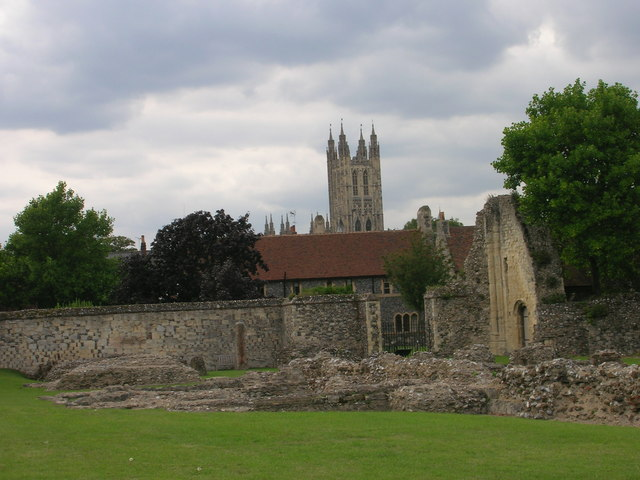
Руїни абатства Св. Августина в Кентербері (Кент)
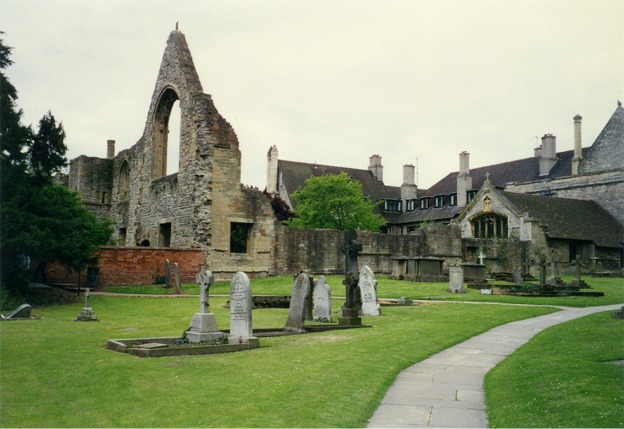
Залишки палацу єпископа в Саутвеллі (Ноттінгемшир)
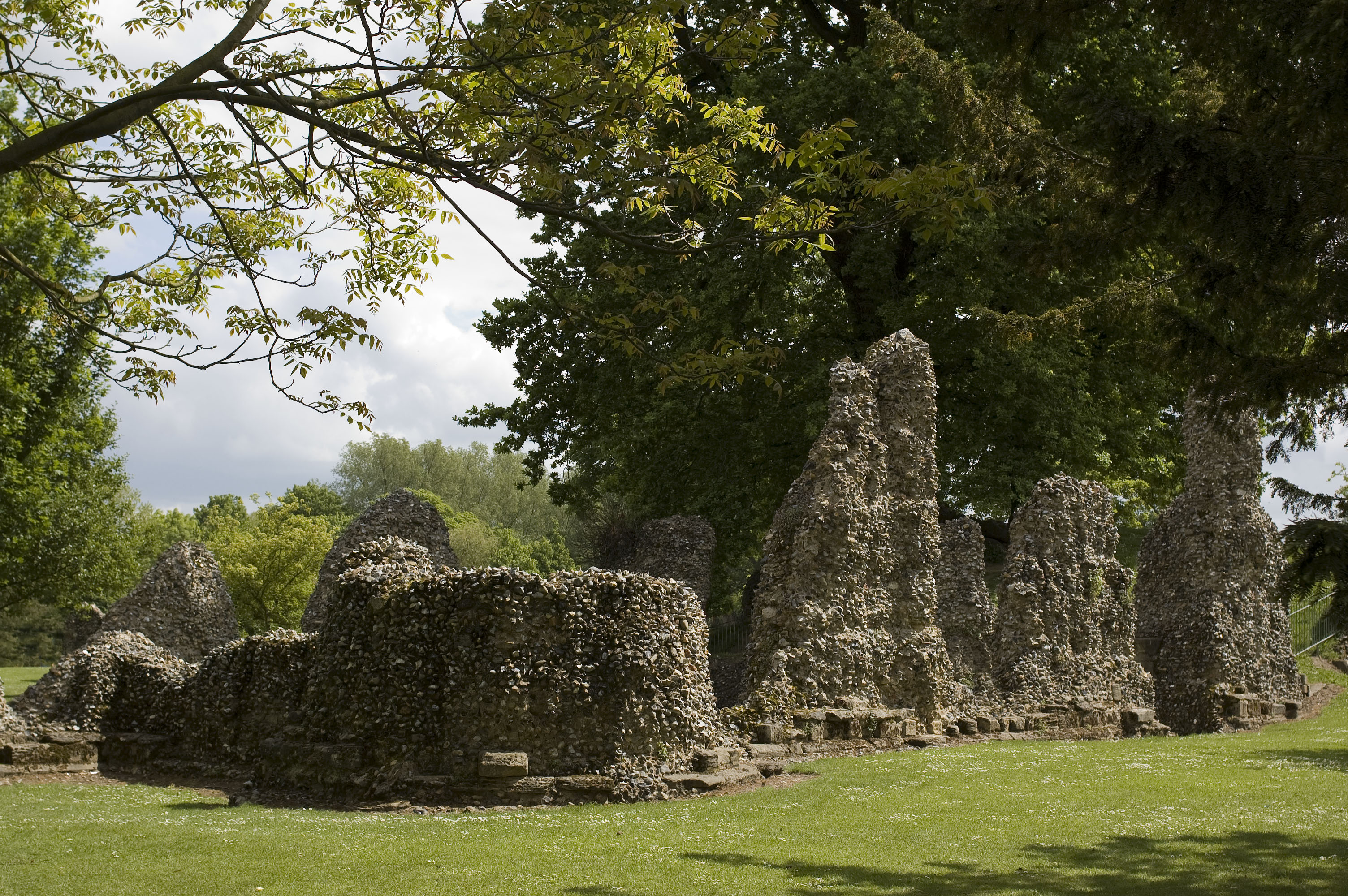
Руїни абатства[en] в Бері-Сент-Едмендсі (Саффолк)
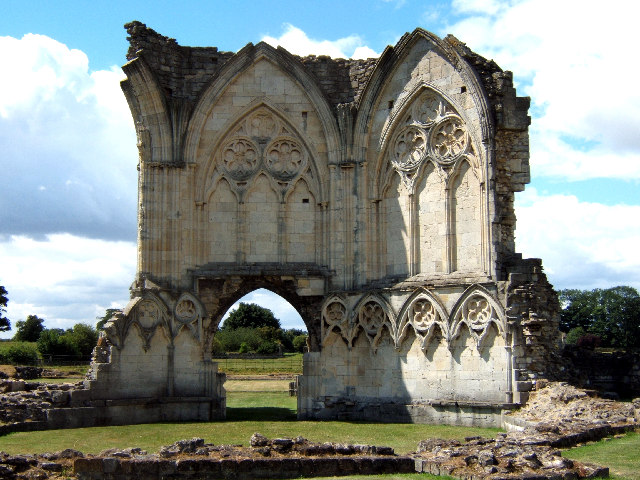
Руїни абатства Торнтон[en] у Північному Лінкольнширі
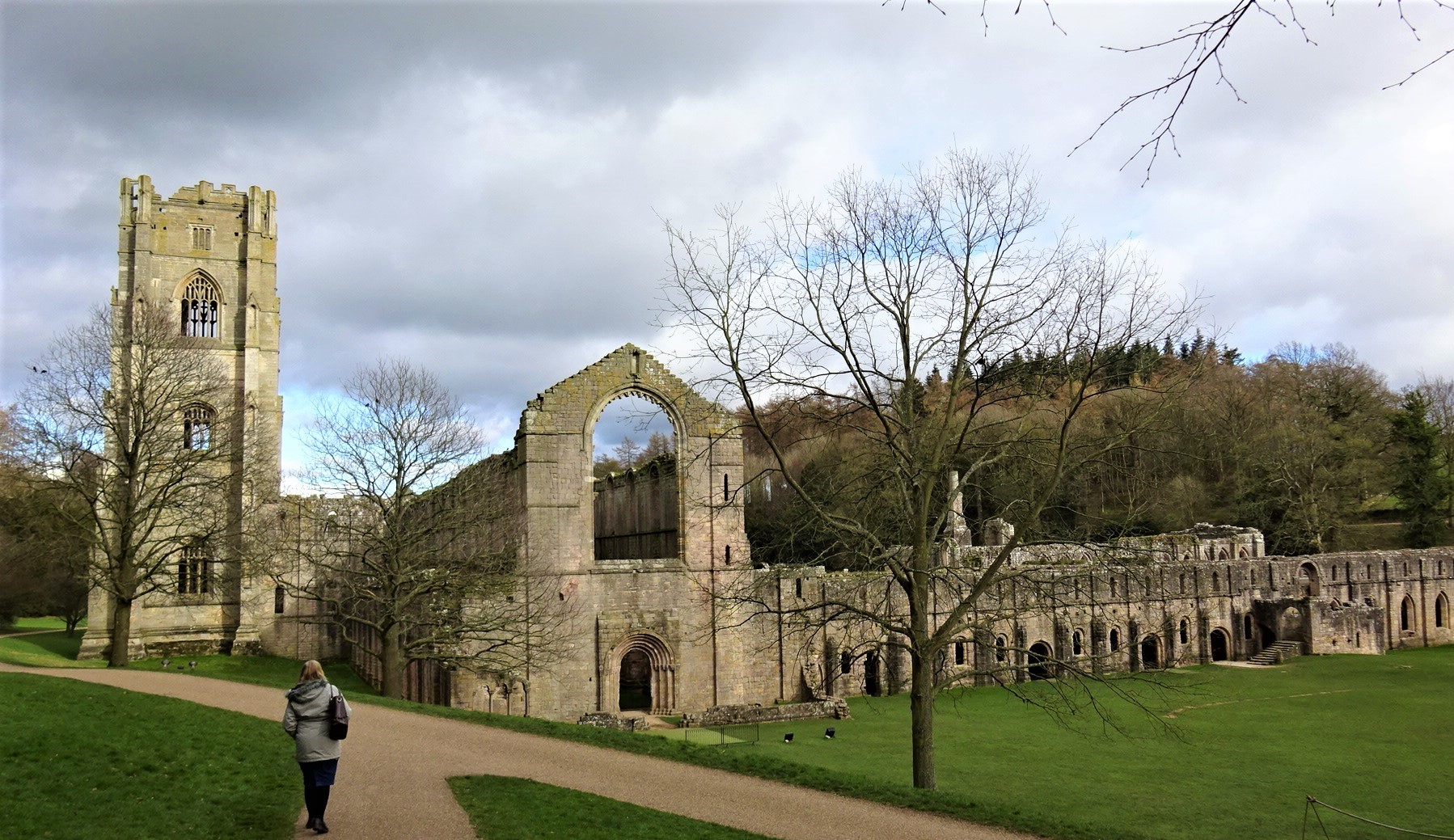
Руїни Фаунтинського абатства в Північному Йоркширі
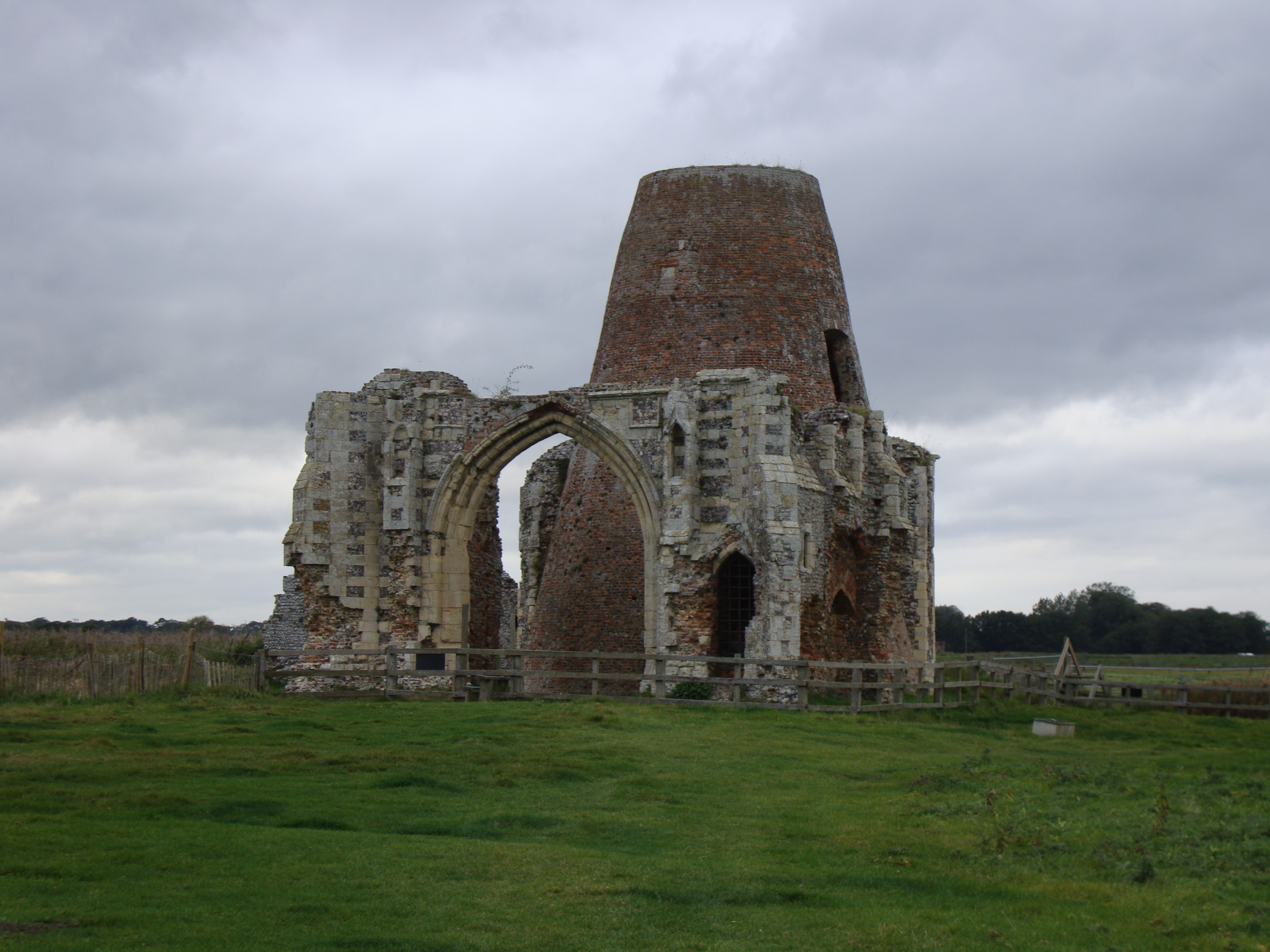
Руїни абатства Святого Беннета на Острівці[en]  (Норфолк)
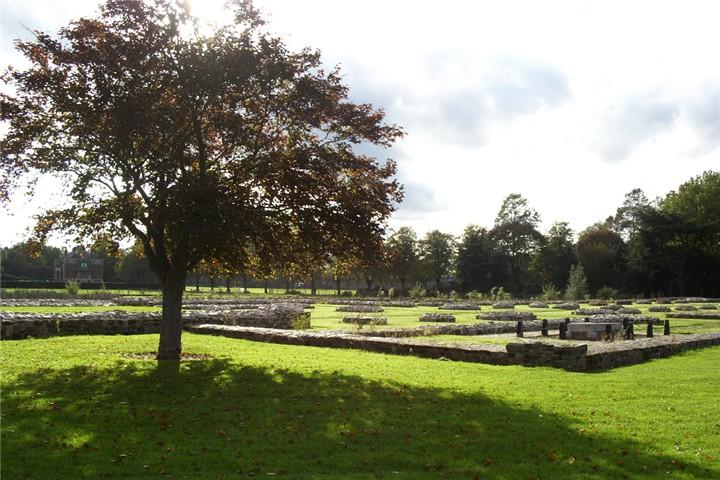
Руїни абатства Св. Марії на Лузі в Лестері (Лестершир)
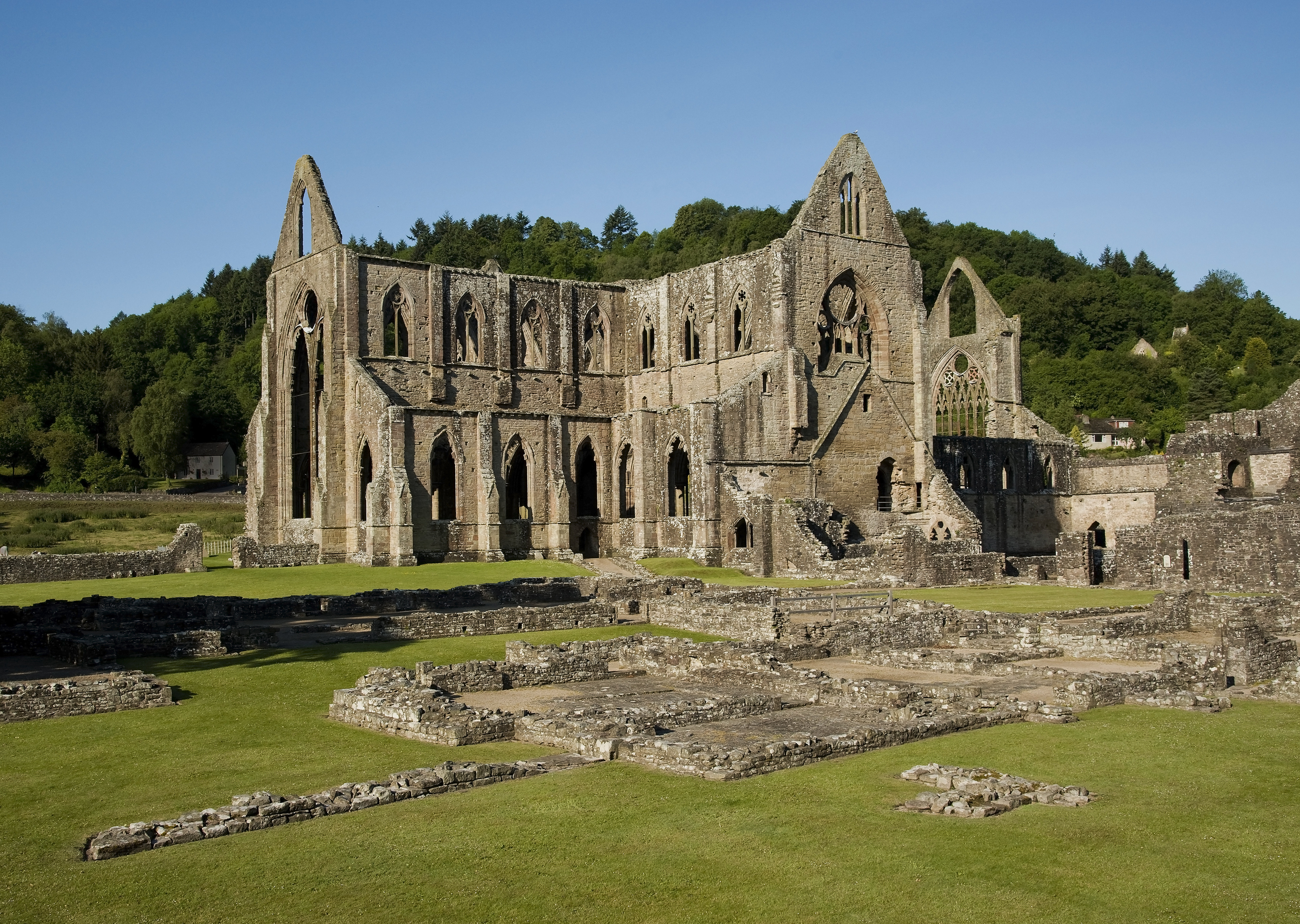
Руїни Тінтернського абатства[en] поблизу Монмута (Уельс)
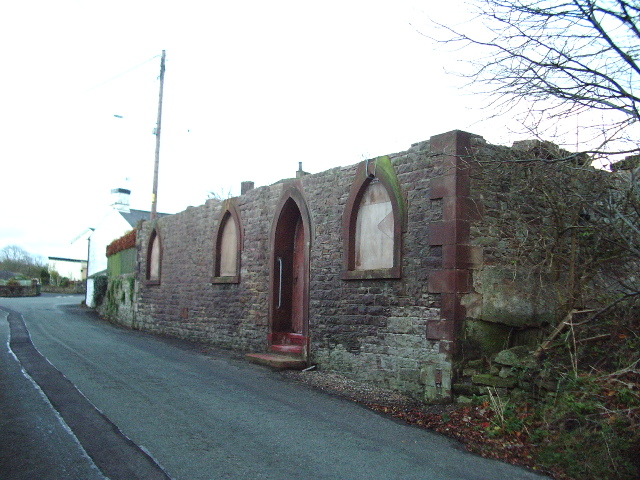
Залишки церкви в Корнер-Котедж (Корнуолл)
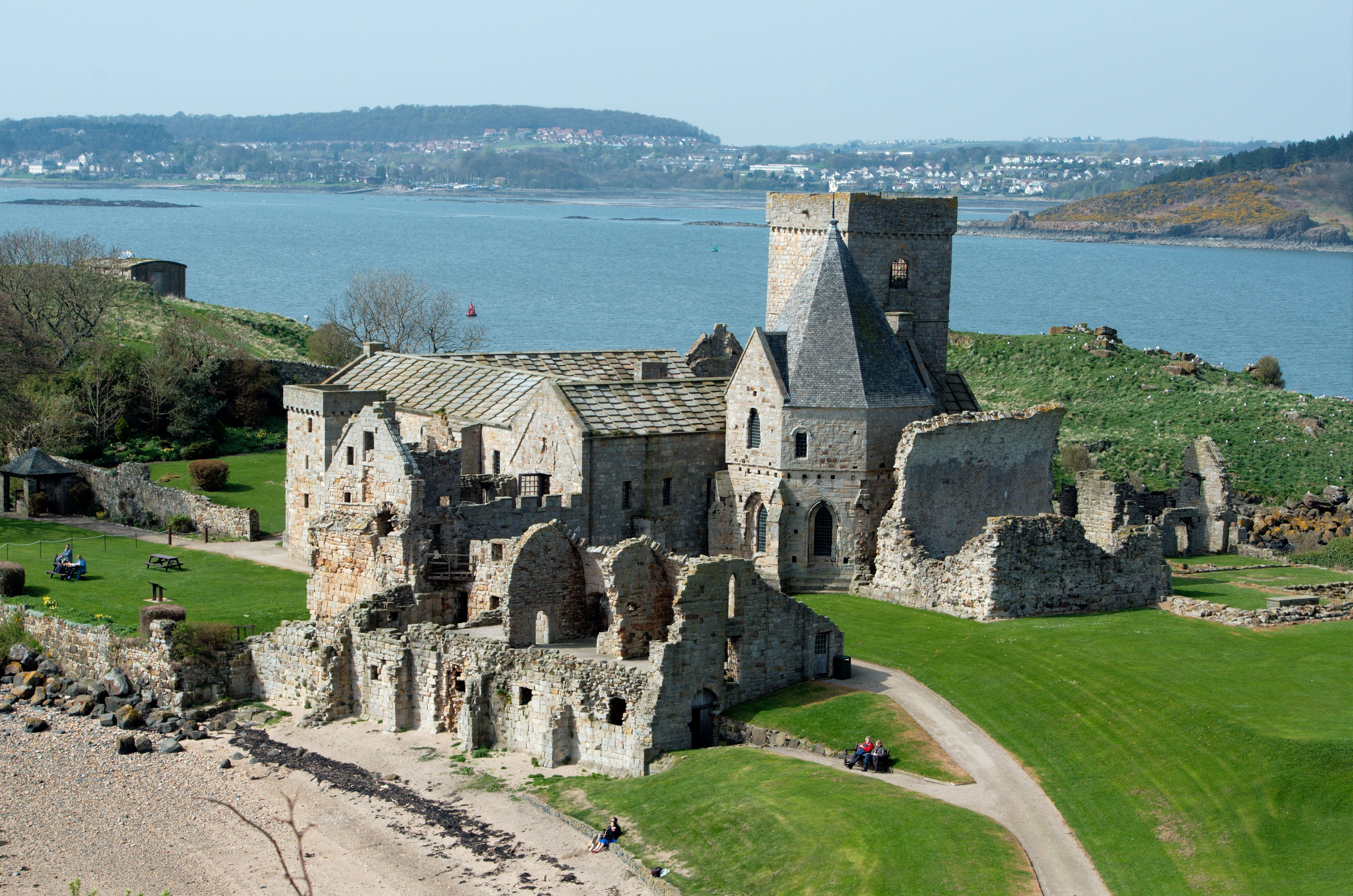
Руїни Інчколмського абатства[en] в затоці Ферт-оф-Форт (Шотландія)
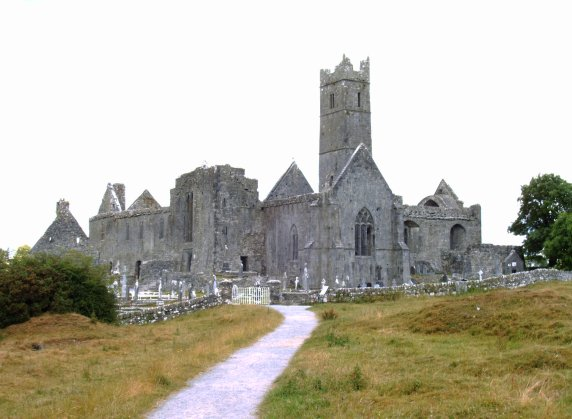
Руїни абатства Квін[en] у графстві Клер (Ірландія)